# Ca n'Axandri
Ca n'Axandri és un edifici del municipi de Tossa de Mar (Selva). És una casa originària de finals del segle xix i principis del XX. A la reixa sobre la porta del cos d'una crugia hi ha la data de 1887. Forma part de l'Inventari del Patrimoni Arquitectònic de Catalunya.

## Descripció
És una casa d'estructura rectangular de tres plantes composta per dos cossos, un de tres crugies i un d'una, i per un pati a ponent. La façana està arrebossada i originalment contenia pintura i esgrafiats que, deteriorats, encara es poden observar. La coberta és de doble vessant a façana. Pel que fa al cos de tres crugies, la planta baixa consta de tres obertures rectangulars. L'accés principal es tracta d'una porta d'uns tres metres d'alçada emmarcada amb grans blocs de pedra calcària de Girona, llinda monolítica i porta de fusta amb dos obertures i tres nivells de decoració geomètrica. A banda i banda de la porta hi ha dues finestres igualment altes que contenen reixes de ferro de forja amb quatre nivells de barrots verticals de secció cilíndrica i decoracio profusa als extrems.
El primer pis té tres finestres rectangulars amb balcó i reixa de ferro. Els emmarcaments són de pedra de Girona i es conserven els ganxos i les barres que havien sostingut flassades o cortines exteriors. Sota les bases monolítiques dels balcons hi ha un parell de mènsules de motllo acolorides de color de terrissa. El segon pis també té tres balcons amb reixa de ferro i mènsules, encara que amb decoració un pèl diferent a la del primer pis. Les finestres són més petites. Entre el primer i el segon pis, precisament entre les llindes de les finestres del primer pis i les mènsules dels balcons del segon pis hi ha restes de pintura i esgrafiats geomètrics i que integren i enllacen la decoració de les mènsules amb les finestres inferiors. La cornisa té quatre nivells de motllures.
Pel que fa al cos d'una crugia, consta també de tres plantes. A la planta baixa hi ha un accés rectangular emmarcat de pedra de Girona, amb llinda monolítica i decorat amb unes motllures amb forma d'arc de mig punt i una reixa semicircular a l'intradós. El primer pis té una finestra d'arc rebaixat amb un balcó no emergent decorat amb cinc barrots emmotllats i amb decoració barroquitzant. El segon pis conté una terrassa i un badiu cobert d'uralita. La cornisa té dos nivells de motllures i dos mènsules amb gotes. La balustrada està decorada amb 14 barrots molt originals.